# عموري القبرصي
عموري من لوزينيان (قبل عام 1155 – 1 أبريل 1205)، الذي أُشير إليه خطًا في الدراسات السابقة باسم أمالريك (بالفرنسية: Amaury)، حكم كأول ملك على قبرص من عام 1196 حتى وفاته في عام 1205. حكم أيضًا مملكة القدس كزوج ومشارك في الحكم للملكة إيزابيلا الأولى منذ عام 1197 حتى وفاته. كان الابن الأصغر لهيو الثامن من لوزينيان، أحد النبلاء في بواتو. وبعد مشاركته في تمرد ضد هنري الثاني ملك إنجلترا عام 1168، توجّه إلى الأراضي المقدسة واستقر في مملكة القدس.
عزز زواجه من إشيفا من إيبيلين (ابنة أحد النبلاء النافذين) مكانته في المملكة. أما شقيقه الأصغر، غاي، فتزوج من سيبيلا، شقيقة ووريثة الملك بلدوين الرابع ملك القدس المفترضة. عيّن بلدوين عموري قائدًا عامًا (كونستابل) للقدس حوالي عام 1180. وكان أحد قادة الجيش المسيحي في معركة حطين التي انتهت بهزيمة حاسمة على يد جيش صلاح الدين، سلطان الدولة الأيوبية في مصر وسوريا، في 4 يوليو 1187.
دعم عموري شقيقه غاي حتى بعد أن فقد الأخير أحقيته في عرش مملكة القدس حسب رأي معظم بارونات المملكة، بسبب وفاة سيبيلا وابنتيهما. وقد اعتقل الملك الجديد للقدس، هنري الثاني من شامبانيا، عموري لفترة قصيرة. وبعد إطلاق سراحه، تقاعد في يافا، التي كانت إقطاعية شقيقه الأكبر، جفري من لوزينيان، الذي كان قد غادر الأراضي المقدسة.
بعد وفاة غاي في مايو 1194، اختاره أتباعه في قبرص سيدًا لهم. فقبل عموري بسيادة الإمبراطور الروماني المقدس هنري السادس. وبتفويض من الإمبراطور، تُوّج عموري ملكًا على قبرص في سبتمبر 1197. وسرعان ما تزوج عموري، الذي كان أرملًا، من أرملة هنري من شامبانيا، إيزابيلا الأولى ملكة القدس. وتُوّج عموري وإيزابيلا ملكًا وملكة على القدس في يناير 1198. وقد وقع هدنة مع العادل سيف الدين، سلطان الدولة الأيوبية في مصر، ضمنت للمسيحيين السيطرة على الساحل من عكا إلى أنطاكية. شهدت فترة حكمه السلام والاستقرار في كلا مملكتيه.

## بداية حياته
وُلِد عموري قبل عام 1155، وكان الابن الخامس لهيو الثامن دي لوزينيان وزوجته بورغونديا من رانكون. كانت عائلته معروفة لأجيال من الصليبيين في موطنهم بواتو. فقد قُتل جده الأكبر، هيو السادس من لوزينيان، في معركة الرملة عام 1102؛ وشارك جده، هيو السابع من لوزينيان، في الحملة الصليبية الثانية. أما والده، فقد جاء أيضًا إلى الأراضي المقدسة وتوفي في سجن مسلم في ستينيات القرن الثاني عشر. وقد أشار بعض الباحثين القدامى خطًا إلى عموري باسم «أمالريك» (أو «أموري» بالفرنسية)، لكن الأدلة من الوثائق تُظهر أن اسمه الحقيقي كان «إيميريكوس» (Aimericus)، وهو اسم مختلف (رغم أنه اختلط أحيانًا بـ «أمالريكوس» حتى في العصور الوسطى). كما أشار المؤرخ رونسيمن ومؤرخون حديثون آخرون إلى عموري خطًا باسم «أمالريك الثاني ملك القدس»، لأنهم خلطوا بينه وبين «أمالريك الأول ملك القدس».
شارك عموري في تمرد ضد هنري الثاني ملك إنجلترا (الذي كان يحكم بواتو أيضًا) عام 1168، بحسب وقائع المؤرخ روبير دي توريني، لكن هنري قضى على التمرد. بعد ذلك، غادر عموري إلى الأراضي المقدسة واستقر في مملكة القدس. أُسر في إحدى المعارك وأُحتجز في دمشق. وتقول رواية شائعة (سجلها لأول مرة في القرن الثالث عشر فيليب من نوفارا وجون من إيبيلين)، إن ملك القدس أمالريك افتداه شخصيًا.
وادعى أرنول (الذي تُشكك بعض المصادر في مصداقيته) أن عموري كان عشيق زوجة أمالريك السابقة، أغنيس من كورتيناي. وتزوج عموري من إيشيفا من إيبيلين، ابنة بالدوين من إيبيلين، أحد أقوى النبلاء في مملكة القدس. توفي أمالريك ملك القدس في 11 يوليو 1174، وخلفه ابنه بالدوين الرابع، ابن أغنيس من كورتيناي، وكان عمره آنذاك ثلاثة عشر عامًا ويعاني من الجذام. ومع دعم والد زوجته، أصبح عموري عضوًا في البلاط الملكي.
أما أخوه الأصغر، غي، فقد تزوج من شقيقة الملك بالدوين الرابع الأرملة، سيبيلا، في أبريل 1180. وذكر أرنول أن عموري هو من تحدث عنها وعن أمها أغنيس دي كورتيناي، واصفًا أخاه بأنه شاب وسيم وساحر. وتابع أرنول قائلًا إن عموري أسرع إلى بواتو وأقنع غي بالقدوم إلى المملكة، رغم أن سيبيلا كانت قد وعدت نفسها لوالد زوجة عموري (إيشيفا). مصدر آخر هو ويليام الصوري، لم يذكر أن لعموري أي دور في زواج أخيه من أخت الملك. وبالتالي، يُرجح أن العديد من عناصر رواية أرنول، خاصةً ما يتعلق بسفر عموري المزعوم إلى بواتو، مختلقة.

## قائد جيوش مملكة القدس
ذُكر عموري لأول مرة كقائد جيوش (كونستابل) مملكة القدس في 24 فبراير 1182. ووفقًا لستيفن رنسمان ومالكوم باربر، فقد مُنح هذا المنصب بعد وقت قصير من وفاة سلفه، همفري الثاني دي تورون، في أبريل 1179. أما المؤرخ برنارد هاميلتون، فيرى أن تعيين عموري كان نتيجة لتزايد نفوذ أخيه، وأنه تولى المنصب فقط حوالي عام 1181.
شنّ صلاح الدين الأيوبي، سلطان مصر والشام، حملة على مملكة القدس في 29 سبتمبر 1183. وقد هزم عموري قوات السلطان في اشتباك صغير بمساعدة حميه وأخيه، بليان من إيبيلين. وبعد هذا النصر، تمكن جيش الصليبيين الرئيسي من التقدّم حتى نبع قرب معسكر صلاح الدين، ما أجبره على التراجع بعد تسعة أيام. خلال الحملة، تبيّن أن معظم نبلاء المملكة لم يكونوا راغبين في التعاون مع غاي، شقيق عموري والوريث المعين للملك بالدوين الرابع. فعزل الملك المريض غاي، وعيّن ابن أخته ذي الخمسة أعوام، بالدوين الخامس (ابن زوجة غاي)، شريكًا له في الحكم في 20 نوفمبر 1183.
وفي مطلع عام 1185، أصدر بالدوين الرابع مرسومًا يقضي بمخاطبة البابا، والإمبراطور الروماني المقدس، وملوك فرنسا وإنجلترا، لاختيار خليفة بين شقيقته سيبيلا وأختها غير الشقيقة إيزابيلا، في حال توفي بالدوين الخامس قبل بلوغه سن الرشد. توفي الملك المصاب بالجذام في أبريل أو مايو 1185، وتوفي ابن أخيه في صيف 1186. لكن أنصار سيبيلا تجاهلوا مرسوم بالدوين الرابع، وأعلنوها ملكة، فقامت بتتويج زوجها غاي ملكًا. لم يُذكر اسم عموري ضمن الحاضرين للتتويج، لكن من الواضح، وفقًا لهاميلتون، أنه دعم أخاه وزوجة أخيه.
وبصفته قائد الجيوش، نظّم عموري جيش مملكة القدس إلى وحدات قبيل معركة حطين، التي انتهت بهزيمة ساحقة على يد صلاح الدين في 4 يوليو 1187. وأُسر عموري في أرض المعركة مع معظم قادة الجيش الصليبي. وخلال حصار عسقلان، وعد صلاح الدين المدافعين بأنه سيطلق سراح عشرة أشخاص يسمّونهم إذا استسلموا. وكان عموري وغاي من بين الأسماء التي قدمها المدافعون قبل استسلامهم في 4 سبتمبر، إلا أن صلاح الدين أجّل الإفراج عنهم حتى ربيع عام 1188.
اعتقد معظم نبلاء المملكة أن غاي فقد أحقيته في العرش بعد وفاة سيبيلا وابنتيهما أواخر عام 1190، لكن عموري ظل وفيًا لأخيه. ودعم خصوم غاي كونراد من مونتفيرات، الذي تزوج من إيزابيلا، أخت سيبيلا غير الشقيقة، في نوفمبر. وفي 16 أبريل 1192، أعلنت جمعية من نبلاء المملكة بالإجماع أن كونراد هو الملك الشرعي. وبعد اغتيال كونراد بعد اثني عشر يومًا، تزوجت أرملته من هنري الثاني من شامبانيا، الذي انتُخب ملكًا للقدس. وكمكافأة لغاي على خسارته للعرش، سمح له ريتشارد الأول ملك إنجلترا بشراء جزيرة قبرص (التي احتلها في مايو 1191) من فرسان الهيكل. وكان على غاي أن يدفع 40 ألف بيزان لريتشارد، الذي منح حق تحصيل المبلغ منه لهنري. فاستقر غاي في قبرص في أوائل مايو.
أما عموري، فقد بقي في مملكة القدس، التي تقلصت إلى شريط ساحلي ضيق من يافا إلى صور. وفي مايو، أمر الملك هنري بطرد التجار من بيزا من عكا، بتهمة التآمر مع غاي من لوزينيان. وبعد أن تدخل عموري للدفاع عنهم، أمر هنري باعتقاله. ولم يُفرج عنه إلا بطلب من كبار أساتذة الهيكل وفرسان الإسبتارية. فتقاعد إلى يافا، التي كان الملك ريتشارد قد منحها لشقيق عموري الأكبر، جوفري من لوزينيان.